# IC 3972
IC 3972 — галактика типу * (зірка) у сузір'ї Гончі Пси.
Цей об'єкт міститься в оригінальній редакції індексного каталогу.